# Pelastoneurus minutus
Pelastoneurus minutus är en tvåvingeart som beskrevs av Van Duzee 1933. Pelastoneurus minutus ingår i släktet Pelastoneurus och familjen styltflugor.
Artens utbredningsområde är Alabama. Inga underarter finns listade i Catalogue of Life.